# Полюбичі Двірські
Полюбичі Двірські, давні Полюбичі (пол. Polubicze Dworskie, Полюбіче-Дворське) — село в Польщі, у гміні Вишниці Більського повіту Люблінського воєводства. Населення — 159 осіб (2011).

## Історія
1804 року вперше згадується греко-католицька церква обряду в Полюбичах.
За даними етнографічної експедиції 1869—1870 років під керівництвом Павла Чубинського, у селі Полюбичі переважно проживали греко-католики, які розмовляли українською мовою. 1872 року місцева греко-католицька парафія налічувала 1189 вірян.
У міжвоєнні 1918—1939 роки польська влада в рамках великої акції закриття та руйнування українських храмів на Холмщині і Підляшші перетворила місцеву православну церкву на римо-католицький костел.
У 1975—1998 роках село належало до Білопідляського воєводства.

## Населення
Демографічна структура станом на 31 березня 2011 року:
|          | Загалом | Допрацездатний вік | Працездатний вік | Постпрацездатний вік |
| -------- | ------- | ------------------ | ---------------- | -------------------- |
| Чоловіки | 74      | 12                 | 52               | 10                   |
| Жінки    | 85      | 14                 | 46               | 25                   |
| Разом    | 159     | 26                 | 98               | 35                   |